# نقطة الرعاية
نقطة الرعاية السريرية (بالإنجليزية: POC بّي أو سي) هي النقطة الزمنية التي يقدم فيها الأطباء منتجات وخدمات الرعاية الصحية للمرضى في وقت الرعاية.

## التوثيق السريري
هو سجل للتفكير النقدي والحكم على اختصاصي الرعاية الصحية، مما يسهل الاتساق والتواصل الفعال بين الأطباء
يمكن إجراء التوثيق الذي يُجرى في وقت الرعاية السريرية باستخدام الأشكال الورقية أو الإلكترونية. تهدف هذه العملية إلى الحصول على المعلومات الطبية المتعلقة باحتياجات الرعاية الصحية للمريض. السجل الصحي للمريض هو مستند قانوني يحتوي على تفاصيل تتعلق برعاية المريض والتقدم المحرز.
تشمل أنواع المعلومات التي يُحصل عليها في أثناء توثيق نقطة الرعاية السريرية الإجراءات التي اتخذها الطاقم الطبي بما في ذلك الأطباء والممرضات واحتياجات الرعاية الصحية للمريض والأهداف والتشخيص ونوع الرعاية التي تلقاها من مقدمي الرعاية الصحية.
توفر مثل هذه الوثائق أدلة بشأن الرعاية الآمنة والفعالة والأخلاقية وتلمح إلى مساءلة مؤسسات الرعاية الصحية والمتخصصين. إضافةً إلى ذلك، توفر المستندات الدقيقة أساسًا صارمًا لإجراء تحليل جودة مناسب للرعاية يمكن أن يسهل نتائج صحية أفضل للمرضى. لذا؛ وبغض النظر عن التنسيق المستخدم للحصول على معلومات نقطة الرعاية السريرية، فإن هذه المستندات ضرورية في توفير رعاية صحية آمنة. أيضًا، من المهم ملاحظة أن التنسيقات الإلكترونية لوثائق نقاط الرعاية السريرية، لا يُقصد بها أن تحل محل العملية السريرية الحالية ولكن لتعزيز توثيق نقطة الرعاية السريرية الحالية.

### النهج التقليدي
تتمثل إحدى المسؤوليات الرئيسية للممرضات في إعدادات الرعاية الصحية في إحالة المعلومات حول احتياجات المريض وعلاجها إلى محترفي الرعاية الصحية الآخرين.
بموجب التقاليد، كان ذلك يجري لفظيًا. ومع ذلك، فقد دخلت تكنولوجيا المعلومات اليوم في نظام الرعاية الصحية وأصبح التحويل اللفظي للمعلومات قديمًا.
شهدت الممرضات في العقود القليلة الماضية، تغييرًا نحو ممارسة أكثر استقلالية مع معرفة صريحة لرعاية التمريض. الالتزام بالإحلال، لا تنطبق الوثائق فقط على التدخلات التي أجريت والطب والتمريض، لكنها تؤثر أيضا على عملية صنع القرار.
الفائدة الرئيسية لوثائق نقطة الرعاية: تتقدم إلى التواصل المنظّم بين مهنيي الرعاية الصحية لضمان استمرارية رعاية المرضى. تميل الرعاية إلى أن تصبح مجزأة، بدون خطة رعاية منظمة يجري اتباعها من كثب.

#### التوثيق الإلكتروني
توثيق نقطة الرعاية (بّي أو سي) هو قدرة الأطباء على توثيق المعلومات السريرية في أثناء التفاعل مع المرضى وتقديم الرعاية لهم.
يؤدي الاعتماد المتزايد للسجلات الصحية الإلكترونية (بالإنجليزي: EHR إي إتش آر) في مؤسسات وممارسات الرعاية الصحية، إلى الحاجة إلى توثيق نقاط الحماية الإلكترونية بواسطة استخدام الأجهزة الطبية المختلفة.
تهدف وثائق بّي أو سي إلى مساعدة الأطباء في تقليل الوقت الذي يقضيه في التوثيق وتعزيز الوقت لرعاية المرضى.
يعد نوع الأجهزة الطبية المستخدمة مهمًا في ضمان إمكانية دمج التوثيق بوجه فعال في سير العمل السريري لبيئة سريرية معينة.

#### الأجهزة
تتيح التقنيات المحمولة مثل المساعد الرقمي الشخصي (بإلانجليزية: PDA بّي دي إيه) وأجهزة الكمبيوتر المحمولة والأجهزة اللوحية، التوثيق في نقطة الرعاية. يتوقف اختيار منصة الحوسبة المتنقلة على كمية وتعقيد البيانات.
لِضمان التنفيذ الناجح؛ من المهم فحص نقاط القوة والقيود الخاصة بكل جهاز. تعد الأجهزة اللوحية أكثر فاعلية في إدخال البيانات ذات الحجم الكبير والمعقد، وهي مفضّلة لِحجم الشاشة، والقدرة على تشغيل وظائف أكثر تعقيدًا.
تعد أجهزة المساعد الرقمي الشخصي أكثر فاعلية للحجم المنخفض وإدخال البيانات البسيطة وهي مفضّلة؛ لِخفة وزنها وقابليتها للحمل وعمر بطاريتها الطويل.

#### السجل الطبي الإلكتروني
يحتوي السجل الطبي الإلكتروني (بالإنجليزي: EMR أي إم آر) على التاريخ الطبي الحالي والماضي للمريض. تشمل أنواع المعلومات الواردة في هذه الوثيقة التاريخ الطبي للمريض والحساسية للأدوية وحالات التحصين وصور الاختبارات المعملية والتشخيصية والعلامات الحيوية والتركيبة السكانية للمريض.
. يمكّن هذا النوع من التوثيق الإلكتروني مقدمي الرعاية الصحية من استخدام أدوات دعم القرار القائمة على الأدلة ومشاركة المستند عبر الإنترنت. إضافةً إلى ذلك، هناك نوعان من البرامج المضمنة في إي إم آر: إدارة الممارسة والبرامج السريرية إي إم آر. وبذلك، فإن السجلات الطبية الإلكترونية قادرة على التقاط كل من البيانات الإدارية والسريرية.

#### إدخالات طلب طبيب الكمبيوتر
يسمح إدخال طلب الطبيب المحوسب للممارسين الطبيين بإدخال التعليمات الطبية وخطط العلاج للمرضى في نقطة الرعاية.
تمكّن سي بّي أو إي، أيضًا ممارسي الرعاية الصحية من استخدام أدوات دعم القرار؛ للكشف عن أخطاء الوصفات الطبية وتجاوز أنظمة الأدوية غير القياسية التي قد تسبب الوفيات. إضافةً إلى ذلك، يمكن اختيار الخوارزميات المضّمنة للأشخاص من عمر ووزن معينين لِدعم نقطة تفاعل الرعاية السريرية بطريقة أكبر.
عمومًا، تقلل هذه الأنظمة الأخطاء؛ بسبب الكتابة غير المقروءة على الورق وأخطاء النسخ.

#### المحمول إي إم آر أس
توفر الأجهزة المحمولة والأجهزة اللوحية إمكانية الوصول إلى السجل الطبي الإلكتروني في أثناء عملية توثيق نقطة الرعاية السريرية.
تتميز تقنيات الأجهزة المحمولة مثل هواتف أندرويد وآيفون وبلاك بيري والأجهزة اللوحية بشاشات تعمل باللمس؛ لِسهولة الاستخدام للأطباء. إضافةً إلى ذلك، تدعم تطبيقات أي إم آر المتنقلة احتياجات قابلية سير العمل التي يمكن للأطباء بناءً عليها توثيق معلومات المريض على سرير المريض.

##### سير العمل
يؤدي استخدام أجهزة التوثيق بّي أو سي إلى تغيير الممارسة السريرية بواسطة التأثير على عمليات سير العمل والتواصل.
مع توفر أجهزة التوثيق بّي أو سي، مثلًا: يمكن للممرضات تجنب الاضطرار إلى الذهاب إلى مكاتبهن والانتظار حتى يتوفر جهاز كمبيوتر مكتبي. إنهن قادرات على الانتقال من مريض إلى مريض، ما يلغي الخطوات في العمل تمامًا. إضافةً إلى ذلك، يجري تجنب المهام الزائدة عن الحاجة إذ تلتقط البيانات مباشرةً من اللقاء المحدد دون الحاجة إلى النسخ.